# Рубиновка (Приморский край)
Руби́новка — село в Пограничном районе Приморского края России.
Входит в состав Жариковского сельского поселения.

## Население
| 1926 | 2002 | 2010 |
| ---- | ---- | ---- |
| 615  | ↘216 | ↘194 |

## Улицы
- ул. Зелёная,
- ул. Набережная,
- ул. Новая,
- ул. Центральная.

## Инфраструктура
В селе на территории сельхозпредприятия «Рубиновское» действует мини-завод по переработке сои. Производят полуфабрикаты для приготовления соевого соуса. Продуктовое сырье в полном объёме идет на экспорт в Южную Корею.

## Известные уроженцы
- Скидан, Тимофей Иванович (1926—1976) — советский военнослужащий, старшина, полный кавалер ордена Славы.